# كاريجارفي
كاريجارفي هي بحيرة متوسطة الحجم من فنلندا في منطقة تجمعات المياه الرئيسية كيميجوكي. وهي تقع في بلدية كوفولا، في منطقة كايمنلاكسو. في الشاطئ الشمالي الشرقي للبحيرة هناك مساحة اوتالانفوري اللوحات الصخرية.